# I Mother Earth

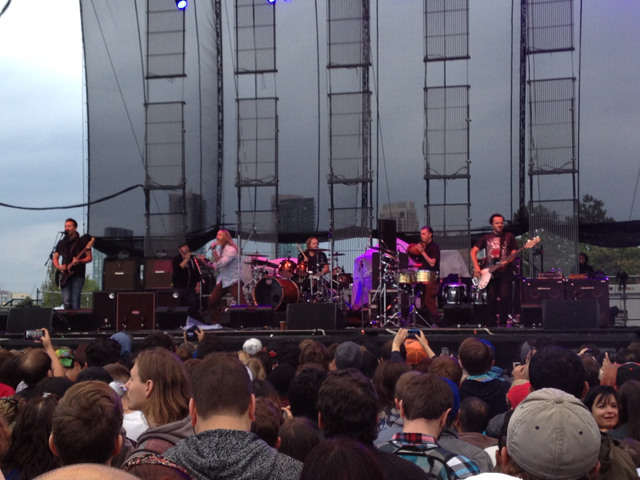
I Mother Earth (2014)

I Mother Earth ist eine kanadische Alternative-Rock-Band.

## Geschichte
Die Band wurde 1990 in Toronto von den Brüdern Chris und Jagori Tanna mit Sänger Edwin und Bassist Bruce Gordon gegründet. Nachdem sie einen Plattenvertrag mit Capitol Records erlangen konnte, brachte sie 1993 ihr erstes Album Dig heraus, das Platinstatus in seinem Heimatland erreichte. Für das zweite Album Scenery and Fish konnte neben den Perkussionisten Luis Conte und Daniel Mansilla sowie dem Keyboarder Ken Pearson auch Rush-Gitarrist Alex Lifeson für eine Gastperformance gewonnen werden. Dem dritten Album von 1999, Blue Green Orange, folgte mit Earth, Sky, and Everything in Between eine Platte mit Akustik-Remixen und Live-Stücken. Nachdem die Band ab 2004 pausierte, kündigte sie im Januar 2012 nach achtjähriger Unterbrechung eine Wiedervereinigung an.

## Diskografie

### Studioalben
| Jahr | Titel                                 | Höchstplatzierung, Gesamtwochen, AuszeichnungChartsChartplatzierungen (Jahr, Titel, Platzierungen, Wochen, Auszeichnungen, Anmerkungen) | Anmerkungen |
| Jahr | Titel                                 | CA | Anmerkungen |
| ---- | ------------------------------------- | --- | ----------- |
| 1993 | Dig                                   | CA— PlatinCA |             |
| 1996 | Scenery and Fish                      | CA— ×2DoppelplatinCA |             |
| 1999 | Blue Green Orange                     | CA8 Gold · (1 Wo.)CA |             |
| 2001 | Earth, Sky, and Everything in Between | — |             |
| 2003 | The Quicksilver Meat Dream            | — |             |